# Langwasser Nordost
Langwasser Nordost ist der nordöstliche Teil des Nürnberger Stadtteils Langwasser und der Name des Statistischen Bezirks 33 im Statistischen Stadtteil 3 „Südöstliche Außenstadt“. Der Bezirk besteht aus den Distrikten 331 Langwasser Nordost (Bertolt-Brecht-Str.), 332 Langwasser Nordost (Langwassersee), 333 Langwasser Nordost (Hans-Fallada-Str.) und 334 Langwasser Nordost (Lina-Ammon-Str.).